# Enrique Gimbernat
Enrique Gimbernat Ordeig (Sevilha, 1938) é um jurista e penalista espanhol, escreveu para o El Pais e atualmente é editor do El Mundo. 
Filho de catalães, nasceu em Sevilha e foi criado em Madri, onde estudou no Instituto Ramiro de Maeztu. Uma vez concluída a licenciatura, aos vinte e um anos, cursou o Doutorado em Direito na Universidade de Hamburgo, sob a orientação do famoso penalista e filósofo do direito alemão, Heinrich Henkel, que foi o mesmo orientador de Claus Roxin, em sua tese de habilitação. Em 1963 a sua tese intitulada Die innere und die äußere Problematik der inadäquaten Handlungen in der deutschen Strafrechtsdogmatik - Zugleich ein Beitrag zum Kausalproblem im Strafrecht” (“A Problemática interna e externa das condutas inadequadas na dogmática jurídico-penal alemã - Ao mesmo tempo uma contribuição ao problema causal no Direito Penal” recebeu a qualificação magna cum laude. De volta para a Espanha, doutorou-se novamente pela Universidade de Madrid, sob a orientação de Quintano Ripollés. A sua tese sobre os delitos qualificados pelo resultado no direito penal espanhol ganhou o Premio Extraordinario.
Foi decano da Faculdade de Direito da Universidad de Alcalá de Henares. Desde 1983 é diretor da revista Anuario de Derecho Penal y Ciencias Penales (ADPCP).
Desde a década de 1980 é catedrático de direito penal na Faculdade de Direito da Universidade Complutense de Madrid. É também membro do conselho editorial do jornal El Mundo, para o qual tem redigido artigos sobre a sua especialidade.
É Doctor Honoris Causa pela Universidade de Munique (1999), pela Universidad Juárez Autónoma de Tabasco (2000), pelo Instituto Nacional de Ciencias Penales de México (2006), pela Universidad Michoacana de San Nicolás de Hidalgo (2006), pela Universidad Santa María de Caracas (2007) e pela Universidad de Huánuco, Peru (2016). É detentor da Gran Cruz de la Orden de San Raimundo de Peñafort (2003).
Em 2008, em decorrência do seu aniversário de 70 anos, foi publicada a obra Estudios Penales en Homenaje a Enrique Gimbernat, com mais de 2.460 páginas divididas em dois tomos, com contribuições de mais de 100 penalistas da Espanha, Alemanha, Argentina, Colômbia, Chile, Itália e México.
Em 2019 foi publicada a obra intitulada Imputação Objetiva no Direito Penal, organizada pelo Prof. Dr. Pablo Rodrigo Alflen, da Universidade Federal do Rio Grande do Sul, que reúne oito artigos de autoria de Enrique Gimbernat Ordeig, traduzidos ao português, e que expõem de forma coerente e sequencial o pensamento de Gimbernat a respeito da teoria.